# 女子サッカー・ブンデスリーガ (オーストリア)
オーストリア・女子ブンデスリーガ（独: ÖFB Frauen Bundesliga）は、オーストリアサッカー協会（ÖFB）傘下で運営するオーストリアの女子サッカー最上位リーグである。リーグスポンサーである同国企業のPlanet Pureの社名を冠したPlanet Pure Frauen Bundesliga（プラネットピュア・フラウエン・ブンデスリーガ）としても知られている。
オーストリアにおける歴史上初の女子サッカーリーグは1936年に開催されたものの、政治的な理由から一時期中断され、1972年から再び開催された。現在では1部から5部リーグまで存在する。

## 概要
現在のオーストリア・女子ブンデスリーガ1部は1972年よりオーストリアで開催されている女子サッカーの国内トップリーグである。ウインターブレイク（12月～2月）を挟んで8月から翌年の6月まで開催される。
2019-20シーズンからはオーストリア・女子ブンデスリーガ1部に属する全クラブのセカンドチーム（U20チーム）のみから構成される全国リーグ「フューチャーリーグ」（Future League）が新たに発足。それまで国内2部や3部リーグに属していた各クラブのセカンドチームがこの新リーグに集結する形になった。

## リーグ方式
リーグは10チームで構成され、2回戦総当りで対戦する。リーグの最下位チームは2部に降格となる。
UEFAに加盟し女子リーグが開催されている46か国の中、リーグランキングで8位になったため、リーグ優勝チーム及び準優勝チームにUEFA女子チャンピオンズリーグへの出場権が与えられている。

## 歴史

### 第一共和国時代の女子サッカー （1923年-1938年）
欧州の女子サッカーの歴史でオーストリアは先駆的役割を果たした。1923年当時にDFCアウストリア・ウィーン（現FKアウストリア・ウィーン）が女子サッカー部門を設立、初年度で150人以上の選手が集まった。1924年にはオーストリア初の女子サッカークラブ「ディアーナ」が設立された。1930年代にはオーストリア・女子サッカー連合（Österreichische Damenfußball-Union (ÖDU）)
が設立され、1936年からは国内リーグが開催された。リーグ戦では平均的に3000人以上の観客が集まり、女子サッカーの人気は高まっていった。
しかし、「女子は運動をするべきではない」とするナチス・ドイツに併合された当時の政治体制の下では、このような傾向は好まれることでは無かった。そのため、既に開催されていた1938年の国内リーグ戦はナチス・ドイツ帝国の政策によってシーズン中に中断され、以降約30年間に渡って女子サッカーのリーグ戦が主催されることはなかった。

### 女子サッカーの復活とリーグ戦の再スタート (1968年–1982年)
ナチス・ドイツの政策に基づいた女子による運動の圧制は第二次世界大戦後にも長年に渡って影響を及ぼした。女子サッカー復活に向かって再び活動が起きたのは1960年代になってからである。1968年には女子サッカーチームの運営がUSCランドハウス・ウィーンによって行われたものの、対戦相手が国内に少なかったため、国外のクラブとの交流試合を数多くこなした。
その後USCランドハウス・ウィーンの活動に鼓舞される形で数多くの女子サッカーチームが首都のウィーンを中心に創設された結果、1972年からはウィーンサッカー協会が主催する形で国内リーグが復活した。
1972年からは女子サッカーのカップ戦オーストリア・レディースカップが開催されるようになり、1979年からは2部以下の下位リーグも運営されるようになった。
1980年には第二次世界大戦後初となる女子サッカー専門のクラブウニオン・クラインミュンヘンが創設された。

### オーストリアサッカー協会によるリーグ運営と今日まで (1982年以降)
1982年からはオーストリア・女子ブンデスリーガ1部と2部の主催がウィーンサッカー協会からオーストリアサッカー協会に移行された。ブンデスリーガ1部以下のリーグも徐々に改革され、長距離移動などで発生する各チームの旅費などの経費考慮から東部と西部に分かれて開催されていたオーストリア2部のリーグも2019‐20シーズンから全国リーグに統一された。
3部以下のリーグは各州のサッカー協会によって運営されている。

## 参加チーム（2018-19シーズン)
| クラブ名                     | ホームタウン       |
| ---------------------------- | ------------------ |
| USCランドハウス・ウィーン    | ウィーン           |
| SVノイレングバッハ           | ノイレングバッハ   |
| SKNザンクト・ペルテン        | ザンクト・ペルテン |
| FCヴァッカー・インスブルック | インスブルック     |
| SKシュトゥルム・グラーツ     | グラーツ           |
| ウニオン・クラインミュンヘン | リンツ             |
| SKVアルテンマルクト          | アルテンマルクト   |
| FFCフォルダーランド          | レッティス         |
| FCズードブルゲンランド       | オーバーヴァルト郡 |
| FCベルグハイム               | ベルグハイム       |

## 歴代優勝チーム
| 年      | 1位                                                                      | 2位                                                  | 3位                                                  |
| ------- | ------------------------------------------------------------------------ | ---------------------------------------------------- | ---------------------------------------------------- |
| 1936    | DFCアウストリア・ウィーン（現FKアウストリア・ウィーン）                  | DFCヴィンドボーナ                                    |                                                      |
| 1937    | DFCアウストリア・ウィーン（現FKアウストリア・ウィーン）                  |                                                      |                                                      |
| 1972-73 | ファヴォリトナーAC                                                       | USCランドハウス・ウィーン                            | DFCオストバーンXI                                    |
| 1973-74 | USCランドハウス・ウィーン                                                | DFCオストバーンXI                                    | SVカグラーン                                         |
| 1974-75 | KSVアンカーブルート・ウィーン                                            | USCランドハウス・ウィーン                            | DFCオストバーンXI                                    |
| 1975-76 | USCランドハウス・ウィーン                                                | DFCオストバーンXI                                    | SVカグラーン                                         |
| 1976-77 | FSエレクトラ・ウィーン                                                   | USCランドハウス・ウィーン                            | DFCオストバーンXI                                    |
| 1977-78 | USCランドハウス・ウィーン                                                | SVエレクトラ・ウィーン                               | DFCオストバーンXI                                    |
| 1978-79 | SVエレクトラ・ウィーン                                                   | DFCオストバーンXI                                    | SVアスペルン                                         |
| 1979-80 | SVエレクトラ・ウィーン                                                   | DFCオストバーンXI                                    | USCランドハウス・ウィーン                            |
| 1980-81 | USCランドハウス・ウィーン                                                | DFCオストバーンXI                                    | SVアスペルン                                         |
| 1981-82 | USCランドハウス・ウィーン                                                | DFCオストバーンXI                                    | ウニオン・クラインミュンヘン                         |
| 1982-83 | USCランドハウス・ウィーン                                                | DFCオストバーンXI                                    | SVアスペルン                                         |
| 1983-84 | SVアスペルン                                                             | USCランドハウス・ウィーン                            | DFCオストバーンXI                                    |
| 1984-85 | ESVオストバーンXIウィーン                                                | USCランドハウス・ウィーン                            | ウニオン・クラインミュンヘン                         |
| 1985-86 | 1.DFCレオーベン                                                          | LUVグラーツ・ダーメン                                | USCランドハウス・ウィーン                            |
| 1986-87 | 1.DFCレオーベン                                                          | ウニオン・クラインミュンヘン                         | DFCオストバーンXI                                    |
| 1987-88 | USCランドハウス・ウィーン                                                | ウニオン・クラインミュンヘン                         | DFCアウストリア・ブルン                              |
| 1988-89 | USCランドハウス・ウィーン                                                | ウニオン・クラインミュンヘン                         | 1.DFCレオーベン                                      |
| 1989-90 | ウニオン・クラインミュンヘン                                             | DFC ブルン・アム・ゲビルゲ                           | DFCオストバーンXI                                    |
| 1990-91 | ウニオン・クラインミュンヘン                                             | DSFオストバーンXI                                    | SC ブルン・アム・ゲビルゲ                            |
| 1991-92 | ウニオン・クラインミュンヘン                                             | USCランドハウス・ウィーン                            | DFC ブルン・アム・ゲビルゲ                           |
| 1992-93 | ウニオン・クラインミュンヘン                                             | USCランドハウス・ウィーン                            | DFCオストバーンXI                                    |
| 1993-94 | ウニオン・クラインミュンヘン                                             | USCランドハウス・ウィーン                            | DFCハイデンライヒシュタイン                          |
| 1994-95 | USCランドハウス・ウィーン                                                | ウニオン・クラインミュンヘン                         | 1.DFCレオーベン                                      |
| 1995-96 | ウニオン・クラインミュンヘン                                             | USCランドハウス・ウィーン                            | ASVフョーゼンドルフ                                  |
| 1996-97 | USCランドハウス・ウィーン                                                | ウニオン・クラインミュンヘン                         | ASVフョーゼンドルフ                                  |
| 1997-98 | ウニオン・クラインミュンヘン                                             | USCランドハウス・ウィーン                            | ASVフョーゼンドルフ                                  |
| 1998-99 | ウニオン・クラインミュンヘン                                             | SVノイレングバッハ                                   | SG FFCチロルIAC（現FCヴァッカー・インスブルック）    |
| 1999-00 | USCランドハウス・ウィーン                                                | ウニオン・クラインミュンヘン                         | SVノイレングバッハ                                   |
| 2000-01 | USCランドハウス・ウィーン                                                | SVノイレングバッハ                                   | ウニオン・クラインミュンヘン                         |
| 2001-02 | インスブルッカーAC（現FCヴァッカー・インスブルック）                     | SVノイレングバッハ                                   | USCランドハウス・ウィーン                            |
| 2002-03 | SVノイレングバッハ                                                       | インスブルッカーAC（現FCヴァッカー・インスブルック） | USCランドハウス・ウィーン                            |
| 2003-04 | SVノイレングバッハ                                                       | USCランドハウス・ウィーン                            | インスブルッカーAC（現FCヴァッカー・インスブルック） |
| 2004-05 | SVノイレングバッハ                                                       | ウニオン・クラインミュンヘン                         | インスブルッカーAC（現FCヴァッカー・インスブルック） |
| 2005-06 | SVノイレングバッハ                                                       | USCランドハウス・ウィーン                            | ウニオン・クラインミュンヘン                         |
| 2006-07 | SVノイレングバッハ                                                       | LUVグラーツ・ダーメン                                | USCランドハウス・ウィーン                            |
| 2007-08 | SVノイレングバッハ                                                       | FCヴァッカー・インスブルック                         | LUVグラーツ・ダーメン                                |
| 2008-09 | SVノイレングバッハ                                                       | FCヴァッカー・インスブルック                         | USCランドハウス・ウィーン                            |
| 2009-10 | SVノイレングバッハ                                                       | FCヴァッカー・インスブルック                         | SKケルンテン                                         |
| 2010-11 | SVノイレングバッハ                                                       | FCズードブルゲンランド                               | SKケルンテン                                         |
| 2011-12 | SVノイレングバッハ                                                       | FSKザンクト・ペルテン・シュプラッツェルン            | FCヴァッカー・インスブルック                         |
| 2012-13 | SVノイレングバッハ                                                       | FSKザンクト・ペルテン・シュプラッツェルン            | FCヴァッカー・インスブルック                         |
| 2013-14 | SVノイレングバッハ                                                       | FSKザンクト・ペルテン・シュプラッツェルン            | SKVアルテンマルクト                                  |
| 2014-15 | FSKザンクト・ペルテン・シュプラッツェルン                                | SVノイレングバッハ                                   | SKシュトゥルム・グラーツ                             |
| 2015-16 | FSKザンクト・ペルテン・シュプラッツェルン                                | SKシュトゥルム・グラーツ                             | SVノイレングバッハ                                   |
| 2016-17 | SKNザンクト・ペルテン                                                    | SKシュトゥルム・グラーツ                             | SVノイレングバッハ                                   |
| 2017-18 | SKNザンクト・ペルテン                                                    | USCランドハウス・ウィーン                            | SKシュトゥルム・グラーツ                             |
| 2018-19 | SKNザンクト・ペルテン                                                    | SKシュトゥルム・グラーツ                             | USCランドハウス・ウィーン                            |
| 2019-20 | 新型コロナウイルス拡大によりシーズン半ばで中断、優勝及び降格チームは無し |                                                      |                                                      |
| 2020–21 | SKNザンクト・ペルテン                                                    | SG USC Landhaus/FK Austria Wien                      |                                                      |
| 2021–22 | SKNザンクト・ペルテン                                                    | SKシュトゥルム・グラーツ                             |                                                      |
| 2022–23 | SKNザンクト・ペルテン                                                    | SKシュトゥルム・グラーツ                             |                                                      |